# سیارک ۶۱۷۶
سیارک ۶۱۷۶ (به انگلیسی: 6176 Horrigan، نامگذاری:1985BH) شش هزار و صد و هفتاد و ششمین سیارک کشف شده‌است که در ۱۶ ژانویه ۱۹۸۵ کشف شد.